# Sod seeding
Il sod seeding, noto anche con altre denominazioni, è una tecnica agronomica conservativa di gestione del suolo che prevede la non lavorazione del terreno inerbito con coltivazioni erbacee allo scopo di mantenere una fertilità fisica paragonabile a quella dei terreni naturali.

## Terminologia
La tecnica è conosciuta con varie denominazioni che fanno riferimento alla mancata esecuzione delle lavorazioni del suolo agrario. In inglese, oltre alla locuzione sod seeding (semina su cotica erboso), si usano anche no tillage (non lavorazione) e zero tillage (lavorazione zero). 
In italiano è particolarmente usata - soprattutto in ambito tecnico-scientifico - la locuzione inglese sod seeding. Ad essa si aggiungono anche le locuzioni semina su sodo e non lavorazione, entrambe mutuate da quelle inglesi. Semina su sodo è in realtà un'errata traduzione: il termine sod infatti non è un aggettivo che fa riferimento alla compattezza del terreno non lavorato (termini corretti sarebbero ad esempio hard o solid), bensì indica la presenza di una copertura erbosa spontanea sul terreno non lavorato al momento della semina. 
La tecnica del sod seeding riguarda esclusivamente le coltivazioni erbacee e, quindi, i terreni interessati dalle rotazioni colturali, generalmente con colture a ciclo annuale o intercalare. Nelle coltivazioni arboree si applica tuttavia una tecnica di non lavorazione, l'inerbimento, che condivide con il sod seeding i principali presupposti di base.

## Aspetti concettuali e benefici
Alla base del sod seeding stanno diverse motivazioni.
Le lavorazioni incrementano la macroporosità del terreno e, di conseguenza, il potenziale di ossidoriduzione, indirizzando le trasformazioni specifiche del ciclo del carbonio verso la mineralizzazione a scapito dell'umificazione. Nel lungo periodo ne deriva un abbassamento del tenore in humus e sostanza organica e una riduzione degli effetti positivi che questo ha sulla fertilità fisica del terreno. A favore di questa tesi depone l'esistenza, nei terreni naturali, di un livello di sostanza organica più elevato rispetto ai terreni agrari e, in questi ultimi, una maggiore incidenza delle struttura granulare a scapito di quella glomerulare.
Il motivo di questa differenza risiede nel maggior grado di aerazione del terreno soggetto a periodiche lavorazioni. La maggiore disponibilità di ossigeno nell'atmosfera del terreno privilegia i processi microbici di natura ossidativa. Le lavorazioni, inoltre, tendono a distruggere gli apparati radicali lasciati dalle colture precedenti, pertanto riducono  la quantità di sostanza organica suscettibile di umificazione, a meno che non si ricorra, con la lavorazione, all'interramento di concimi e ammendanti organici.
Le lavorazioni hanno un potenziale impatto negativo sulla stabilità della struttura del terreno che diventa incipiente quando sono eseguite in modo non razionale fino a prevalere sugli effetti positivi. In generale le lavorazioni aumentano la sofficità del terreno creando una struttura di disgregazione, detta pseudostruttura, in cui ha un notevole peso la struttura granulare derivata dalla presenza di colloidi minerali (minerali argillosi). Questo effetto positivo ha una durata limitata nel tempo a causa della minore stabilità degli aggregati strutturali, perciò la struttura di disgregazione è soggetta ad un deterioramento a causa del calpestamento, dell'azione battente della pioggia, della persistenza di eventuali ristagni idrici, ecc. Di conseguenza deve essere sistematicamente ripristinata a cadenza almeno annuale. Le lavorazioni hanno un impatto distruttivo diretto, nei confronti della struttura, allorché sono eseguite in modo non razionale, specie in condizioni non ottimali di umidità,  causando polverizzazione, compressione e costipamento. 
I terreni non lavorati, al contrario, assumono le peculiarità dei terreni naturali: la massa degli apparati radicali lasciata dalle colture precedenti si trova in condizioni migliori affinché i processi di decomposizione s'indirizzino verso l'umificazione, anche in virtù del minore potenziale di ossidoriduzione. Ne consegue che la struttura del terreno evolve verso il tipo glomerulare per il maggior tenore in colloidi organici, con aggregati strutturali più stabili. A questo aspetto si aggiunge una dinamica più naturale dello strato superficiale, grazie alla costante presenza in superficie di residui vegetali indecomposti che hanno un effetto pacciamante favorendo la formazione di uno strato superficiale che mostra analogie con l'orizzonte A dei suoli naturali. Nel complesso un terreno non lavorato ha una struttura più stabile, in grado di resistere meglio ai fattori distruttivi. Ad esempio, un terreno non lavorato ha una portanza superiore rispetto a quello lavorato, sopportando meglio il calpestamento dovuto al passaggio delle macchine.
Le lavorazioni predispongono i terreni declivi all'erosione per scorrimento superficiale. Il terreno nudo e sminuzzato in superficie, infatti, è maggiormente soggetto all'azione erosiva dell'acqua. Al contrario, un terreno non lavorato ha in superficie materiale organico indecomposto che  aumenta l'asperità del terreno e riduce la velocità di deflusso superficiale dell'acqua. Il migliore stato strutturale in superficie offre inoltre ulteriori difese grazie alla stabilità della struttura di un terreno non lavorato.
Le lavorazioni sono motivo di complicazione dell'organizzazione aziendale, rendendo ardui anche gli avvicendamenti colturali quando questi richiedono tempi più snelli.

## Critiche
Le critiche a tale metodica ruotano attorno alle seguenti considerazioni:
1. Il suolo compatto non consente un adeguato sviluppo radicale delle coltivazioni, per garantire la quale l'unica soluzione rimane la lavorazione del suolo in grado di frammentarne la struttura
2. Il sod seeding così come non consente l'interramento di ammendanti, non consente l'interramento nemmeno dei residui colturali fogliari, che come tali rimanendo in superficie subiscono un processo di mineralizzazione anziché umificazione: poiché spesso la biomassa da residuo fogliare è maggiore di quella da residui radicali, ne consegue che il vantaggio teorico di consentire l'umificazione degli apparati radicali è totalmente sorpassato dallo svantaggio di non poter umificare (almeno parzialmente) i residui fogliari, per cui il principale argomento a favore del sod seeding viene a cadere
3. Il sod seeding non consente, per taluni tipi di coltura, la presenza di un letto di semina adatto a far germinare correttamente il seme.
4. Anche in relazione al clima, non sempre il cotico erboso o il residuo colturale sono in grado di limitare lo sviluppo di infestanti (basti pensare che queste, in quanto specie rustiche e selvatiche, possono essere spesso più robuste e meno delicate delle specie coltivate, quindi ove riesca a vegetare bene la specie seminata, probabilmente vegetano altrettanto bene o meglio anche le infestanti), per contenere le quali occorre rivolgersi spesso al diserbo chimico ove non si voglia intervenire meccanicamente sul suolo.
5. Non tutte le precedenti coltivazioni lasciano residui sul suolo con sufficiente potere "ricoprente", quindi in alcuni casi il suolo rimane in gran parte "nudo" (caso tipico, ad esempio, del mais trinciato) e gran parte dei vantaggi teorici della tecnica di sod seeding vengono meno.

Di conseguenza, dopo una prima fase di entusiasmo su queste tecniche, in molti areali il loro utilizzo è stato ridimensionato, e la scelta o meno di effettuare il sod seeding viene oggi fatta di caso in caso, in relazione non solo ai costi ma anche al tipo di coltivazione da impiantare, al tipo di residuo presente, ed al bilancio tra residuo superficiale (ivi incluso, ove presente, l'ammendante distribuito sul campo, come ad esempio letame o liquame da produzione di biogas) e quello presente nel sottosuolo. L'introduzione di queste tecniche comunque, anche ove vengano alternate a quelle tradizionali o anche dove siano state poi abbandonate, ha spesso portato con sé una maggiore coscienza delle problematiche relative alla struttura del suolo ed alla sua fertilità chimica, introducendo in modo collaterale nuove tecniche di lavorazione del suolo comunque meno invasive e più razionali.
In particolare, nel tentativo di individuare compromessi tra i vantaggi e gli svantaggi del sod seeding con quelli delle tecniche tradizionali, si sono sviluppate nuove filosofie nella lavorazione dei suoli, in particolare basate su tre considerazioni:
1. La lavorazione del suolo eccessivamente profonda può essere dannosa, inoltre il rovesciamento degli strati (con conseguente alterazione della struttura) non è sempre proficuo.
2. Una lavorazione del suolo che ne lasci la struttura aerata eccessivamente a lungo può essere negativa, quindi può essere positivo concentrare le lavorazioni e/o concluderle rapidamente con la semina ed una leggera compressione superficiale
3. Possono essere preferibili tecniche di lavorazione del suolo esclusivamente sotterranee ("subsoiling"), ove la rottura della crosta sia limitata al minimo possibile.
4. Gli ammendanti possono essere distribuiti proficuamente in forma liquida o semiliquida tramite "iniezione" sotto la crosta superficiale, con attrezzature analoghe a quelle per il subsoiling
5. Il letto di semina di tipo fine e granulare, necessario a particolari coltivazioni "a filare", può essere ottenuto lavorando "strisce" di terreno della larghezza strettamente sufficiente alla semina del singolo filare, lasciando meno lavorato (o munito di cotica) il resto della superficie.